# Средиземноморский складчатый пояс

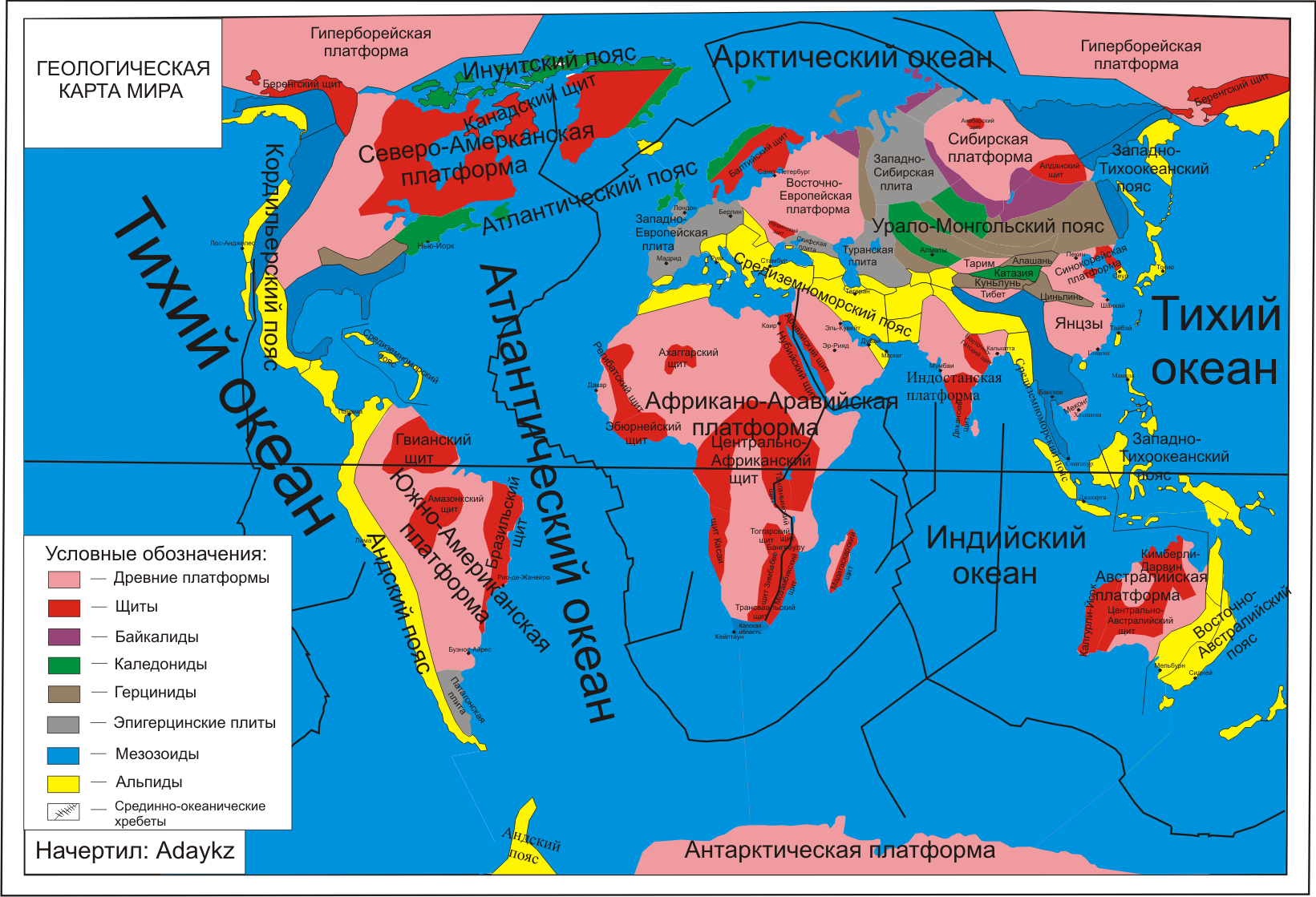
Складчатые пояса на карте мира

Средиземномо́рский (Альпийско-Гималайский) скла́дчатый (геосинклина́льный) по́яс — складчатый пояс, пересекающий Северо-Западную Африку и Евразию в широтном направлении от Атлантического океана до Южно-Китайского моря, отделяя южную группу древних платформ, до середины Юрского периода составлявшую суперконтинент Гондвану, от северной группы, составлявшей ранее континент Лавразия и Сибирскую платформу. На востоке Средиземноморский складчатый пояс сочленяется с западной ветвью Тихоокеанского геосинклинального пояса. 
Средиземноморский пояс охватывает южные районы Европы и Средиземноморья, Кавказ и Малую Азию, Магриб (Северо-Западную Африку), Персидские горные системы, Памир, Гималаи, Тибет, Индокитай и Индонезийские острова. В средней и центральной части Азии он почти объединён с Урало-Монгольской геосинклинальной системой, а на западе близок к Северо-Атлантической системе. 
Пояс формировался в течение длительного времени, охватывающего период от докембрия до наших дней.
Средиземноморский геосинклинальный пояс включает 2 складчатые области (мезозоиды и альпиды), которые делятся на системы:
- Мезозоиды -
  - Индосинийская (Тибето-Малайская);
  - Западно-Туркменская (Небитдагская);

- Альпиды -
  - Кавказская;
  - Крымская;
  - Балканская;
  - Центрально-Европейская;
  - Апеннинская;
  - Северо-Магрибская;
  - Ирано-Оманская;
  - Копетдаго-Эльбурсская;
  - Белуджистанская;
  - Афгано-Таджикская;
  - Памирская;
  - Гималайская;
  - Иравадийская;
  - Западно-Малайская